# خوان كارلوس أوريلانا
خوان كارلوس أوريلانا (بالإسبانية: Juan Carlos Orellana)‏ (21 يونيو 1955 بسانتياغو في تشيلي - 10 نوفمبر 2022) هو مدرب كرة قدم ولاعب كرة قدم تشيلي في مركز الهجوم. شارك مع منتخب تشيلي لكرة القدم. أما مع النوادي، فقد لعب مع كولو-كولو ونادي أوهيجينس وديبورتيس أنتوفاغاستا.

## وصلات خارجية
- خوان كارلوس أوريلانا على موقع قاعدة بيانات كرة القدم.إي يو (الإنجليزية)
- خوان كارلوس أوريلانا على موقع ناشيونال فوتبول تيمز (الإنجليزية)
- خوان كارلوس أوريلانا على موقع عالم كرة القدم.نت (الإنجليزية)